# Змійцино
Змі́йцино (рос. Змейцыно) — присілок у складі Міжріченського району Вологодської області, Росія. Входить до складу Старосільського сільського поселення.

## Населення
Населення — 39 осіб (2010; 58 у 2002).
Національний склад (станом на 2002 рік):
- росіяни — 96 %